# Schlacht am Utus
Die Schlacht am Utus wurde im Jahr 447 zwischen den Oströmern und den Hunnen unter Führung Attilas am Ufer des heutigen Flusses Wit im heutigen Bulgarien ausgetragen. Es war die letzte große Feldschlacht zwischen den beiden Kontrahenten.
Die Details von Atillas Feldzug, der zur Schlacht am Utus führte, sowie die folgenden Ereignisse sind unklar. Über die Schlacht berichten mehrere Quellen (Jordanes’ Romana, die Chronik des Marcellinus Comes und die Osterchronik). Die nicht eindeutige Quellenlage lassen eine genaue Rekonstruktion des Hergangs jedoch nicht zu.

## Schlacht
Erstmals 443, nachdem das Oströmische Reich seine Tributzahlungen an die Hunnen eingestellt hatte, plünderten Attilas Armeen die oströmischen Balkanprovinzen. Nach einigen diplomatischen Verwicklungen griff Attila 447 abermals an. Eine starke römische Armee unter Arnegisclus, dem magister utriusque militiae per Thracias, also dem „Heermeister beider Truppenteile“ (Infanterie und Kavallerie) Thrakiens, marschierte von ihrem Quartier in Marcianopolis aus westwärts und traf am Fluss Utus auf die hunnische Armee. Arnegisclus war einer der Befehlshaber, die Attila bereits im Feldzug von 443 besiegt hatte.
Die oströmische Armee war eine mehrteilige Streitkraft und beinhaltete die Feldarmeen (Comitatenses) des Illyricums und Thrakiens sowie die Hoftruppen des Kaisers Theodosius II. Der Schlachtverlauf ist unbekannt. Die Römer wurden besiegt, aber es scheint, dass die Verluste auf beiden Seiten sehr hoch gewesen sind. Arnegisclus' Pferd wurde getötet, er kämpfte zu Fuß weiter, bis er getötet wurde.

## Folgen
Marcianopolis fiel in direkter Folge an die Hunnen, die es zerstörten; die Stadt war dann weitgehend verwaist, bis Kaiser Justinian sie hundert Jahre später wiederherstellte. Konstantinopel, die Hauptstadt des Ostreiches, kam nun unter direkten Druck der Hunnen, da seine Mauern durch ein Erdbeben im Jahr 447 stark beschädigt worden waren und seine Bevölkerung unter einem Seuchenausbruch litt. Jedoch konnte der Prätorianerpräfekt des Ostens, Constantinus, die Wälle in nur zwei Monaten wiederherstellen, da er die gesamte arbeitende Bevölkerung der Stadt sowie die Zirkusparteien in die Arbeit einbezog. Diese hastigen Arbeiten sowie das eilige Verlegen einer Einheit von Isauriern in die Stadt, schließlich auch die hohen Verluste, die die Römer den Hunnen am Utus zugefügt hatten, bewogen Attila wohl dazu, eine Belagerung Konstantinopels nicht zu versuchen.
Stattdessen marschierte Attila nach Süden und plünderte die jetzt schutzlosen Balkanprovinzen (d. h. das Illyricum, Thrakien, Moesien, Scythia Minor und das römische Dakien), bis er an den Thermopylen umkehrte. Callinicus von Rufinianae schrieb in seinem Leben des Heiligen Hypatius, der zu dieser Zeit in Thrakien lebte: Mehr als hundert Städte wurden erobert, Konstantinopel geriet in Gefahr und fast alle Einwohner flohen aus der Stadt, obwohl dies wahrscheinlich übertrieben ist. Der Frieden wurde erst durch einen Vertrag zwischen Atilla und dem Oströmischen Reich im Jahr 448 wiederhergestellt. In diesem Vertrag verpflichtete sich Theodosius II. zu einem hohen jährlichen Tribut an Attila. Zusätzlich wurde ein Niemandsland im eigentlich römischem Territorium geschaffen; es erstreckte sich eine Fünf-Tages-Reise südlich der Donau und funktionierte als Pufferzone.